# 我的初戀情人 (電影)
《我的初戀情人》，是2009年上映的日本純愛電影，改編自日本漫畫家青木琴美原作的同名漫畫《我的初戀情人》，由新城毅彥執導，岡田將生及井上真央主演。

## 劇情簡介
因心臟病住院的逞,與主治醫師的女兒繭是關係要 好的朋友,二人總是在逞的病房裡玩。有一天,繭從父母的談話中聽到了「逞活不到20歲」。於是決定要掌握逞的命運,想辦法治好逞的病。逞並不知道自己的病情,他輕輕吻了繭,並說等我們20歲的時候就結婚。12歲那年的夏天逞出院後和繭一起去休學旅行,在旅行地從給他診斷的醫生口中知道的自己的命運。逞很受打擊,並且覺得不應該耽誤繭的幸福,所以他去了全寄宿制的中學。但是隨後繭也考了這所學校⋯逞疏遠繭,兩人做朋友交往……………… 昂因車禍的後遺症而成為植物人,他留下的器官 捐贈志願書中,「心臟」一欄赫然選擇了「捐贈」。昂的母親深深理解自己兒子的決定,在捐贈書上簽字,並告知前來探望的逞要用這顆心臟好好生活下去。逞在得知一切後,內心發生了強烈的動搖,而此時,昂的母親也因為種種原因收回捐贈決定!!!逞拒絕了以心臟移植的方式存活下去。雖然深愛著逞,希望他能夠為自己活下去,但是繭依然選擇尊重的決定。兩人的決定遭到母親的強烈反對。繭的父親以逞主治醫生的身份告知逞及繭目前醫學界有心臟移植之外的手術療法,但仍不成熟,尚未達到人體治療的階段。為了能活下來,給繭幸福,逞決定接受手術,但前提是與繭結婚。繭的母親毅然反對女兒嫁給前途未卜的逞,但是繭的父親卻堅定地支持兩人,並說出:「你不能死,要和繭結婚生子,幸福的生活下去」的感人話語。逞與繭在醫院舉行了溫馨的婚禮,在親友面前交換了相愛一生的誓言。婚後,逞終於要接受手術。臨行前,逞給了繭一件特別的物品......

## 演員
- 種田繭 - 井上真央飾（童年 熊田圣亚饰）
- 垣野內逞 - 岡田將生飾（童年 小林海人饰）
- 鈴谷昂 - 細田よしひこ飾
- 上元照 - 原田夏希飾
- 垣野內稔 - 杉本哲太飾
- 垣野內涼子- 森口瑤子飾
- 種田孝仁 - 仲村亨飾

## 主題曲
平井堅 - 僕は君に戀をする(戀上妳)